# Geneviève Gambillon
Geneviève Gambillon (* 30. Juni 1951 in Hudimesnil) ist eine ehemalige französische Radsportlerin. Sie wurde zweimal Straßen-Weltmeisterin und war die herausragende französische Radrennfahrerin auf Bahn und Straße in den 1970er Jahren.
Im Jahr 1969 errang Geneviéve Gambillon ihre ersten drei nationalen Titel, und zwar den der Französischen Meisterin im Straßenrennen sowie im Sprint und der Einerverfolgung auf der Bahn. Bis 1978 folgten 13 weitere nationale Titel in diesen Disziplinen.
Gekrönt wurde diese ungewöhnliche Erfolgsserie von Gambillon durch zwei Weltmeistertitel im Straßenrennen, 1972 im französischen Gap sowie 1974 in Montréal. 1975 wurde sie noch einmal Vize-Weltmeisterin.
1978 trat Geneviève Gambillon vom Radsport zurück und arbeitet seitdem als Krankenpflegerin im Krankenhaus von Granville.